# Нормальная форма
Нормальная форма — свойство отношения в реляционной модели данных, характеризующее его с точки зрения избыточности, потенциально приводящей к логически ошибочным результатам выборки или изменения данных. Нормальная форма определяется как совокупность требований, которым должно удовлетворять отношение.
Процесс преобразования отношений базы данных к виду, отвечающему нормальным формам, называется нормализацией. Нормализация предназначена для приведения структуры БД к виду, обеспечивающему минимальную логическую избыточность, и не имеет целью уменьшение или увеличение производительности работы или же уменьшение или увеличение физического объёма базы данных. Конечной целью нормализации является уменьшение потенциальной противоречивости хранимой в базе данных информации. Как отмечает К. Дейт, общее назначение процесса нормализации заключается в следующем:
- исключение некоторых типов избыточности;
- устранение некоторых аномалий обновления;
- разработка проекта базы данных, который является достаточно «качественным» представлением реального мира, интуитивно понятен и может служить хорошей основой для последующего расширения;
- упрощение процедуры применения необходимых ограничений целостности.

Устранение избыточности производится, как правило, за счёт декомпозиции отношений таким образом, чтобы в каждом отношении хранились только первичные факты (то есть факты, не выводимые из других хранимых фактов).

## Роль нормализации в проектировании реляционных баз данных
При том, что идеи нормализации весьма полезны для проектирования баз данных, они отнюдь не являются универсальным или исчерпывающим средством повышения качества проекта БД. Это связано с тем, что существует слишком большое разнообразие возможных ошибок и недостатков в структуре БД, которые нормализацией не устраняются. Несмотря на эти рассуждения, теория нормализации является очень ценным достижением реляционной теории и практики, поскольку она даёт научно строгие и обоснованные критерии качества проекта БД и формальные методы для усовершенствования этого качества. Этим теория нормализации резко выделяется на фоне чисто эмпирических подходов к проектированию, которые предлагаются в других моделях данных. Более того, можно утверждать, что во всей сфере информационных технологий практически отсутствуют методы оценки и улучшения проектных решений, сопоставимые с теорией нормализации реляционных баз данных по уровню формальной строгости.
Нормализацию иногда упрекают на том основании, что «это просто здравый смысл», а любой компетентный профессионал и сам «естественным образом» спроектирует полностью нормализованную БД без необходимости применять теорию зависимостей. Однако, как указывает Кристофер Дейт, нормализация в точности и является теми принципами здравого смысла, которыми руководствуется в своём сознании зрелый проектировщик, то есть принципы нормализации — это формализованный здравый смысл. Между тем, идентифицировать и формализовать принципы здравого смысла — весьма трудная задача, и успех в её решении является существенным достижением.

## Нормальные формы
В создании и развитии теории нормализации принимали участие многие учёные. Однако первые три нормальные формы и концепцию функциональной зависимости предложил Э. Кодд.

### Первая нормальная форма (1NF)
Переменная отношения находится в первой нормальной форме (1НФ) тогда и только тогда, когда в любом допустимом значении отношения каждый его кортеж содержит только одно значение для каждого из атрибутов.
В реляционной модели отношение всегда находится в первой нормальной форме по определению понятия отношение. Что же касается различных таблиц, то они могут не быть правильными представлениями отношений и, соответственно, могут не находиться в 1НФ.

### Вторая нормальная форма (2NF)
Переменная отношения находится во второй нормальной форме тогда и только тогда, когда она находится в первой нормальной форме и каждый неключевой атрибут неприводимо (функционально полно) зависит от её потенциального ключа. Функционально полная зависимость означает, что если потенциальный ключ является составным, то атрибут зависит от всего ключа и не зависит от его частей.

### Третья нормальная форма (3NF)
Переменная отношения находится в третьей нормальной форме тогда и только тогда, когда она находится во второй нормальной форме, и отсутствуют транзитивные функциональные зависимости неключевых атрибутов от ключевых.

### Нормальная форма Бойса — Кодда (BCNF)
Переменная отношения находится в нормальной форме Бойса — Кодда (иначе — в усиленной третьей нормальной форме) тогда и только тогда, когда каждая её нетривиальная и неприводимая слева функциональная зависимость имеет в качестве своего детерминанта некоторый потенциальный ключ.

### Четвёртая нормальная форма (4NF)
Переменная отношения находится в четвёртой нормальной форме, если она находится в нормальной форме Бойса — Кодда и не содержит нетривиальных многозначных зависимостей.

### Пятая нормальная форма (5NF)
Переменная отношения находится в пятой нормальной форме (иначе — в проекционно-соединительной нормальной форме) тогда и только тогда, когда каждая нетривиальная зависимость соединения в ней определяется потенциальным ключом (ключами) этого отношения.

### Доменно-ключевая нормальная форма (DKNF)
Переменная отношения находится в ДКНФ тогда и только тогда, когда каждое наложенное на неё ограничение является логическим следствием ограничений доменов и ограничений ключей, наложенных на данную переменную отношения.

### Шестая нормальная форма (6NF)
Переменная отношения находится в шестой нормальной форме тогда и только тогда, когда она удовлетворяет всем нетривиальным зависимостям соединения. Из определения следует, что переменная находится в 6НФ тогда и только тогда, когда она неприводима, то есть не может быть подвергнута дальнейшей декомпозиции без потерь. Каждая переменная отношения, которая находится в 6НФ, также находится и в 5НФ.
Введена К. Дейтом в его книге, как обобщение пятой нормальной формы для хронологической базы данных.